# Irréligion aux États-Unis
 (juin 2016).
- Si vous ne connaissez pas le sujet, laissez ce bandeau (vous pouvez alors contacter les auteurs).
- Si vous supprimez le contenu mis en cause (vous pouvez préalablement contacter les auteurs),

argumentez précisément cette suppression dans la page de discussion
(un manque de référence n'est pas un argument ; une recherche réelle de référence doit avoir été effectuée, être formellement documentée).
Englobant l'athéisme, l'agnosticisme, le déisme, le scepticisme, la libre pensée, l'humanisme séculier ou plus largement le sécularisme, différents sondages estiment le pourcentage de personnes « sans religion » aux États-Unis à environ 23 % en 2014, un chiffre en augmentation constante.
Beaucoup de groupes faisant la promotion d'une foi sans religion, ou vigoureusement opposés à la foi religieuse, ont été témoins d'un fort élargissement de leur public depuis quelques années.

## Démographie

Part d’individus nord-américains qui s'identifient à une religion selon des statistiques de 2011 pour le Canada, de 2012 pour les États-Unis et de 2010 pour le Mexique.

Un sondage du groupe Barna en 2009 mit en évidence qu'environ 20 millions de personnes déclarent être athées, ne pas avoir de foi religieuse ou être agnostiques, dont 5 millions se définissant comme athées. L'étude montre aussi qu'« ils tendent à être plus éduqués, plus influents et sont plus souvent des hommes non mariés que le groupe sociologique des croyants » et que « seulement 6 % des plus de 60 ans ne croient pas en Dieu et qu'un adulte sur 4, âgé de 18 à 22 ans, se décrit lui-même comme n'ayant pas de foi religieuse ».
En 2007, un sondage de The Gallup Organization  pose la question suivante : 
« Laquelle des affirmations suivantes correspond le plus à votre croyance au sujet de Dieu : « Vous croyez en Dieu », « Vous ne croyez pas en Dieu mais vous croyez en un esprit universel ou à une puissance supérieure », ou « Vous ne croyez à aucun des deux »
Le sondage montre que 78 % des interrogés croient en Dieu, 14 % dans un esprit universel ou à une puissance supérieure, 7 % répondant « Ni l'un ni l'autre » et enfin, 1 % sont indécis.
D'après Gallup, la part des américains se déclarant sans religion passe de 2 % en 1960, à 7 % en 1980, 8 % en 2000, 14 % en 2010 et 16 % en 2014:
En 2001, l'ARIS (American Religious Identification Survey, Sondage sur l'identification religieuse américaine) déclare qu'alors que 29,5 millions d'Américains adultes (14,1 %) se définissent comme « sans religion », seulement 902 000 (0,4 %) se définissent clairement comme athée, avec 991 000 (0,5 %) se définissant comme agnostique.
En 2014, 3,1 % des Américains se définissent comme athées et 4 % comme agnostiques selon une étude du Pew Research Center, ce qui représente une évolution notable.

## L'irréligion en politique
Beaucoup d'électeurs aux États-Unis sont plutôt méfiants à l'égard des politiciens faisant preuve d'un manque de foi religieuse, avec un « athée » en bas de la liste des candidats à l'élection présidentielle pour qui les gens seraient prêts à voter. Selon un sondage de 1999, plus de 90 % des Américains se disent prêts à voter pour un catholique, un juif, une femme ou un président noir, mais le nombre de ceux étant prêts à voter pour un athée est inférieur à 45 %, soit moins que pour un homosexuel ou un musulman,.